# Joaquim Gomes (político)
Joaquim Gomes dos Santos (Marinha Grande, 9 de Março de 1917 – Lisboa, 20 de Novembro de 2010) foi um operário vidreiro português, político revolucionário anti-fascista militante do Partido Comunista Português, deputado à Assembleia da República da Terceira República Portuguesa de 1976 a 1987. Foi preso político do regime do Estado Novo.

## Biografia

### Juventude
Joaquim Gomes tornou-se operário aprendiz na indústria vidreira aos 6 anos.
Em 1931, com 14 anos de idade, junta-se à Federação das Juventudes Comunistas Portuguesas, com tarefas de divulgação de literatura política e captação de financiamento para instituições como o Socorro Vermelho Internacional.
Aos 16 anos é preso na Marinha Grande com mais sete rapazes da sua idade por estar a desempenhar atividade política. Ficará por quatro meses e meio encarcerado no Governo Civil de Leiria, não lhe sendo por isso possível integrar a revolta operária de 18 de Janeiro que estava em preparação por parte dos operários vidreiros da Marinha Grande. Verá os seus colegas chegar à prisão após detenção motivada pela insurreição, assistindo à sua tortura e posterior deportação para o estabelecimento prisional de Angra do Heroísmo e para o Campo de Concentração do Tarrafal, onde muitos seriam assassinados pelas práticas de maus tratos e condições de insalubridade de que viriam a ser sujeitos.

### Adesão ao Partido Comunista Português
É libertado em Março de 1934 sem julgamento, já com 17 anos, para encontrar um Partido Comunista Português com grande parte da sua militância na Marinha Grande detida, algo que o faz responder positivamente à proposta da sua integração no clandestino Comité Local do PCP da Marinha Grande, no qual levará a cabo a tarefa de reorganização da estrutura e acção clandestina deste partido, a partir do restabelecimento da rede entre os militantes que haviam escapado à detenção pela PIDE, retomando a ligação do PCP aos operários fabris da região, apoiando também os militantes que estavam presos e as suas famílias que haviam ficado desamparadas.
Joaquim Gomes recolhia doações em dinheiro semanalmente numa rede de solidariedade que se alargou a uma percentagem considerável dos operários das fábricas da região e nas colectividades, visando sustentar as mulheres, filhos ou familiares idosos dos presos do Estado Novo. Assim fará até 1937, quando aos 20 anos de idade vai trabalhar para Lisboa, na Fábrica de Lâmpadas Lumiar, na qual prossegue a sua acção comunista. Época na qual se torna difusor da propaganda comunista em zonas fabris como a de Alcântara.

### Clandestinidade
Confrontado com o desemprego, muda de ramo profissional e casa em 1940 com a militante comunista Maria da Piedade Gomes, também oriunda da Marinha Grande. Ambos farão durante dez anos parte da equipa de apoio da Direcção Central do PCP, o que significa que pelas diversas casas onde moram passarão todos os dirigentes deste partido. Com o cerco da Polícia Internacional e de Defesa do Estado ao casal, o PCP propõe a ambos a passagem à clandestinidade em 1952.
Como membro do Comité Local de Lisboa do PCP, Joaquim Gomes é funcionário deste partido, assegurando a sua ligação às populações, e é nessa condição que será preso em Janeiro de 1954. Interrogado, agredido e torturado na Cadeia do Aljube, não irá confessar nada à polícia política. Será transferido para a Prisão de Caxias e posteriormente para a sede da PIDE no Porto da qual ele e Pedro dos Santos Soares, membro do Comité Central do PCP, conseguirão fugir nove meses depois cerrando os ferros de acesso a uma clarabóia com a ajuda de vários outros presos e de outros militantes comunistas no exterior.

### Membro do Comité Central
Joaquim Gomes é escolhido para membro do Comité Central do PCP em 1955, e deste fará parte ininterruptamente até ao XVI Congresso deste partido. Entre 1955 e 1958 será responsável por duas tipografias clandestinas onde eram editados ilegalmente manifestos, folhetos, brochuras, o Jornal Avante! e a publicação comunista O Militante. No V Congresso do PCP irá intervir sob o pseudónimo Ferreira acerca da "aliança da classe operária com os camponeses”.
Joaquim Gomes e Maria da Piedade seriam presos no Porto em função da sua atividade política. De lá Joaquim Gomes é levado de novo para a prisão de Caxias e depois para o Forte de Peniche, onde participará da célebre fuga de Peniche em Janeiro de 1960. Fora da cadeia retoma a clandestinidade. De 1963 a 1965 e de 1971 a 1974 será responsável pela rede de tipografias clandestinas do PCP. Em 1965 apresentará no VI Congresso do PCP o relatório sobre “os problemas de organização” deste partido.
Identificada em 1960 pelo Comité Central do PCP a necessidade de criar um organismo deste partido que fosse capaz de acudir com agilidade aos problemas no interior de Portugal sem por em risco a segurança do Secretariado deste partido, que se considerou mais prudente proteger através da sua fuga clandestina para fora do país, Joaquim Gomes participa da sua criação e nasce a Comissão Executiva do Comité Central. Desta fará parte Joaquim Gomes, que fica responsável por fazer a ponte entre este novo organismo e o Secretariado do PCP, passando para isso a atravessar a fronteira regularmente de forma clandestina. Sairá do país muitas vezes também para integrar delegações do PCP a convenções com outros partidos comunistas internacionais.

### Revolução dos Cravos
Joaquim Gomes era responsável pela Organização Regional de Setúbal do PCP quando se dá a Revolução dos Cravos. Em 1974 irá coordenar a Organização do PCP no Alentejo. Posteriormente será designado responsável pela Direcção da Organização Regional do Oeste e Ribatejo do PCP, à qual pertence o seu distrito natal, Leiria. É pelo Círculo Eleitoral de Leiria que será eleito Deputado à Assembleia da República entre 1976 e 1987, ao mesmo tempo que é responsável por toda esta região de Portugal, na qual mantém uma forte ligação às reivindicações políticas dos pescadores de Peniche, aos agricultores do Ribatejo ou aos operários do vidro da Marinha Grande.